# CE Genève
CE Genève, pełna nazwa Club d’Echecs de Genève – szwajcarski klub szachowy z siedzibą w Genewie, pięciokrotny mistrz Nationalligi A.

## Historia
Klub został założony w 1900 roku. Przed II wojną światową klub organizował prestiżowe turnieje (m.in. mistrzostwa Szwajcarii), a także pokazy symultaniczne z udziałem takich graczy, jak Emanuel Lasker i Aleksandr Alechin. Klub uczestniczył w rozgrywkach Nationalligi A, wygrywając ją pięć razy (1990, 1996, 2012, 2015, 2019). Zespół rywalizował również w Pucharze Europy, m.in. zajmując 20. miejsce w sezonie 2015, 26. w sezonie 2012 oraz 32. w roku 2013.
Zawodnikami klubu byli m.in.: Jean-Luc Costa, Romain Édouard, François Fargère, Robert Fontaine, Fernand Gobet, Michele Godena, Dmitrij Gurewicz, Andrei Istrățescu, Jurij Kryworuczko, David Marciano, Sébastien Mazé, Gilles Mirallès, Nikita Pietrow, Olivier Renet, Jean-Noël Riff, Andriej Sokołow i Clovis Vernay.